# سرود ملی لیختن‌اشتاین

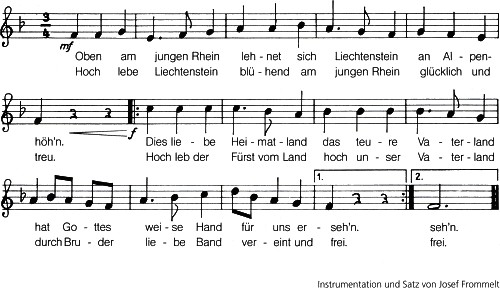
نمایی از چینش نُت سرود ملی لیختن‌اشتاین

در بالادست راین جوان (Oben am jungen Rhein) سرود ملی کشور لیختن‌اشتاین است که در سال ۱۹۲۰ رسمیت یافت. در سال ۱۹۶۳ این سرود کوتاه شده و ارجاعاتی که در آن به آلمان شده بود حذف شد.

## متن
| سرود ملی لیختن‌اشتاین | |
| متن به آلمانی | برگردان فارسی |
| Oben am jungen Rhein Lehnet sich Liechtenstein An Alpenhöh′n. Dies liebe Heimatland, Das teure Vaterland Hat Gottes weise Hand Für uns erseh′n. | در بالادست راین جوان لیختن‌اشتاین آرمیده است برفراز بلندی‌های آلپ این زادبوم گرامی این میهن عزیز به دستان فرزانه خداوند بهر ما برگزیده شد |